# Scaptomyza isopedon
Scaptomyza isopedon är en tvåvingeart som beskrevs av Hardy 1965. Scaptomyza isopedon ingår i släktet Scaptomyza och familjen daggflugor. Inga underarter finns listade i Catalogue of Life.